# Wilson Deodato da Silva
Wilson Deodato da Silva (født 10. januar 1981) er en brasiliansk fodboldspiller.